# スティーブン・ガンドリー
スティーブン・R・ガンドリー（英語: Steven R. Gundry、1950年7月11日 - ）は、アメリカ合衆国の医師、作家。レクチンの摂取量を減らす栄養指導を行うレクチンフリー・ダイエットという代替医療の提唱者として知られている。
低炭水化物ダイエットについての著作がある。
元々は心臓外科医を務め、現在は自らクリニックをおこし食事と健康への影響について研究している。1990年代には心臓の外科手術を行い、心臓移植をせずに患者であった幼児が自然に治癒した珍しい例にあたった外科医でもあった。そのほか、ベストセラー著者でもある。